# Zotalemimon formosana
Zotalemimon formosana är en skalbaggsart som först beskrevs av Stefan von Breuning 1975.  Zotalemimon formosana ingår i släktet Zotalemimon och familjen långhorningar.
Artens utbredningsområde är Taiwan. Inga underarter finns listade i Catalogue of Life.